# Sporting Clube do Porto Novo
El Sporting Clube do Porto Novo es un equipo de la localidad de Porto Novo de la isla de Santo Antão. Juega en el Campeonato regional de Santo Antão Sur. Fue fundado en 1956 y es el club más antiguo de la región sur de la isla.
El equipo ha ganado en tres ocasiones el campeonato regional, que le ha llevado a jugar en las mismas ocasiones el campeonato nacional, siendo su mejor actuación en la temporada del año 2009 que llegó a disputar las semifinales siendo eliminado por su homólogo Sporting Clube da Praia.

## Historia

### Años 2000
Fue su época más dorada donde consiguió 3 títulos regionales, y a nivel nacional en la temporada de 2009 alcanzó las semifinales.

### Años 2010
En esta década los resultados no son muy buenos, no consigue muchos puntos y sus posiciones en la tabla son de mitad hacia abajo, siendo su mejor posición un tercer puesto.

## Palmarés
- Campeonato regional de Santo Antão Sur: 3

2005-06, 2006-07 y 2008-09
- Copa Porto Novo: 1

2005
- Supercopa Santo Antão Sur: 1

2009
- Torneo de Apertura: 1

2005